# Mark A. Milley
Mark Alexander Milley, född 20 juni 1958 i Winchester, Massachusetts, är en fyrstjärnig general i USA:s armé. Han var USA:s försvarschef mellan 1 oktober 2019 och 30 september 2023 och innehade därmed den högsta yrkesmilitära befattningen i USA:s väpnade styrkor.
Milley var USA:s arméstabschef under perioden 14 augusti 2015 till den 9 augusti 2019. Han tjänstgjorde dessförinnan som befälhavare för United States Army Forces Command från 15 augusti 2014 till 9 augusti 2015.  
Den 8 december 2018 meddelade president Donald Trump att han skulle nominera Milley till posten som försvarschef.  Milley var försvarschef mellan 1 oktober 2019 och 30 september 2023.
Inför det amerikanska presidentvalet 2024 sade Milley att Donald Trump var "den farligaste personen någonsin" och "fascist ända in i själen", och att han fruktade att han skulle ställas inför krigsrätt om Trump återvände till makten. Inför Trumps tillträde 2025 benådade president Joe Biden Milley, tillsammans med andra tjänstemän som pekats ut som eventuella måltavlor för Trump. Milleys porträtt som tidigare försvarschef plockades ned från Pentagon timmar efter att Trump tillträtt.